# Магри (коммуна)
Магри́ (фр. Magrie) — коммуна во Франции, находится в регионе Лангедок — Руссильон. Департамент коммуны — Од. Входит в состав кантона Лиму. Округ коммуны — Лиму.
Код INSEE коммуны — 11211.

## Население
Население коммуны на 2008 год составляло 514 человек.
| 1962 | 1968 | 1975 | 1982 | 1990 | 1999 | 2008 |
| ---- | ---- | ---- | ---- | ---- | ---- | ---- |
| 314  | 315  | 296  | 353  | 369  | 421  | 514  |

## Экономика
Основа экономики — виноградарство. В коммуне насчитывается 184 га виноградников.
В 2007 году среди 348 человек в трудоспособном возрасте (15—64 лет) 244 были экономически активными, 104 — неактивными (показатель активности — 70,1 %, в 1999 году было 65,4 %). Из 244 активных работали 214 человек (110 мужчин и 104 женщины), безработных было 30 (16 мужчин и 14 женщин). Среди 104 неактивных 34 человека были учениками или студентами, 39 — пенсионерами, 31 было неактивным по другим причинам.